# Casa Chaparró
La Casa Chaparró és una obra d'Àger (Noguera) inclosa a l'Inventari del Patrimoni Arquitectònic de Catalunya.

## Descripció
Edifici entre mitgeres de planta baixa i dos pisos amb façana davant-darrera seguint la tipologia comuna en aquest carrer. El més important són els elements que resten del que fou ermita familiar (potser fins i tot dels Portolà), amb el portal dovellat de carreus regulars i motllurats amb clau gravada i la finestra rodona de secció motllurada i ferro forjat i treballat.

## Història
Ermita 1850.
(Possible església de Sant Nicolás?)